# ملک‌آباد بالا
ملک‌آباد بالا، روستایی است از توابع بخش مرکزی شهرستان ساری در استان مازندران ایران . که در 15کیلومتری ساری واقع شده است

## جمعیت
این روستا در دهستان میان‌دورود کوچک قرار داشته و بر اساس آخرین سرشماری مرکز آمار ایران که در سال ۱۳۸۵ صورت گرفته، جمعیت آن ۴۰۰نفر (۱۱۱خانوار) بوده‌است.